# دونالد روبنسون
دونالد روبنسون (بالإنجليزية: Alick Robinson)‏ (17 أبريل 1906 بلي في المملكة المتحدة - 1977) هو لاعب كرة قدم بريطاني (وحمل سابقاً جنسية المملكة المتحدة لبريطانيا العظمى وأيرلندا) في مركز نصف الجناح. لعب مع نادي بوري ونادي بيرنلي.